# Moderne Devotie

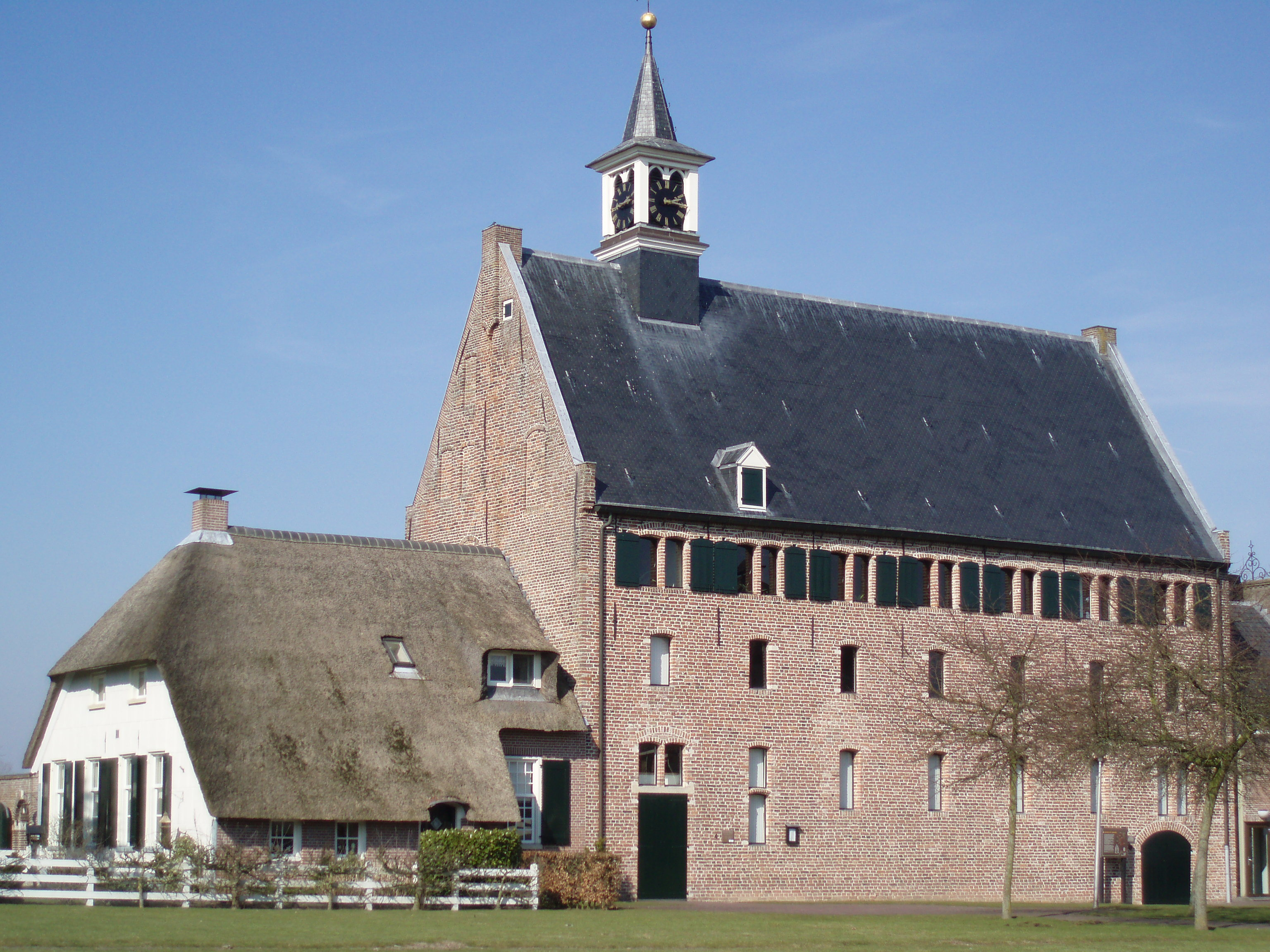
Het brouwhuis (nu PKN-kerk) van het klooster der Moderne Devotie te Windesheim

De Moderne Devotie  (Latijn: Devotio Moderna) is een spirituele beweging binnen de middeleeuwse katholieke Kerk die opkwam aan het eind van de 14e eeuw. De beweging ontstond doordat mensen niet tevreden waren met hun situatie door misstanden onder de geestelijkheid en in de kerkelijke leiding. De Moderne Devotie stond voor een vernieuwing van het christelijke gemeenschapsleven en is te zien als een hervormingsbeweging binnen de Kerk en maatschappij. Persoonlijke levensheiliging en praktische levenswijsheid vormden het streven. De initiatiefnemers bestonden uit geestelijken en leken. Ze leefden in gemeenschap van tafel en goederen zonder een formele kloostergelofte af te leggen. Leden van de Moderne Devotie uit de IJsselsteden schreven in een mengtaal die tussen het Middelnederlands en Middelnederduits in stond.

## Geert Grote
De grondlegger van de Moderne Devotie is Geert Grote. Hij werd in 1340 in Deventer geboren als telg uit een rijke handelsfamilie. Grote vond geen voldoening in de handel en richtte zich op religieuze zaken. Met sommige bestaande corrumperende misbruiken in de kerk had hij echter ook geen vrede. Hij stichtte in Deventer de eerste woongemeenschappen van de Zusters des Gemeenen Levens en iets later ook van de Broeders des Gemeenen Levens. Dit waren gemeenschappen van leken (niet gewijde geestelijken). De zusters en de broeders predikten een geestelijk reveil tegen de verloedering van het leven van de clerus en de verruwing van de volkse zeden. Hun voornaamste bezigheden waren de zorg voor de studerende jeugd en de verbetering van de leefomstandigheden van de bevolking.

## Verantwoordelijkheid
Een van de belangrijkste punten van Geert Grote was dat ieder mens zelf verantwoordelijk was voor zijn of haar zielenheil. En dat voor “de benadering van”, dan wel “contact met” God de bemiddeling van een geestelijke niet strikt noodzakelijk was, en een eigen gebedsleven voorop stond. De deelnemers in de broeder- en zustergemeenschappen hoefden daarom ook geen kloostergelofte af te leggen, dat gaf al snel zekere spanning met de Kerk. De kerkelijke autoriteiten maakten zich zorgen over de ontwikkelingen binnen de Moderne Devotie. De bisschop van Utrecht kon veel van de in zijn ogen rigoureuze opvattingen niet waarderen en vaardigde voor de diakens van de gemeenschappen een preekverbod uit. Om verdere kerkelijke maatregelen te voorkomen, namen veel gemeenschappen de regel van de Derde Orde van Sint Franciscus aan. Deze voor leken bedoelde orderegel sloot goed aan bij de idealen van Geert Grote. 
De beweging van de Moderne Devotie wordt wel gezien als een wegbereider voor  de Reformatie en daarmee gepaard gaande conflicten met de Heilige Stoel. De Reformatie schoot vooral ook wortel in een groot deel van het verspreidingsgebied van de Moderne Devotie, de Hanzeatische wereld in Noordwest-Europa en het Oostzeegebied.

## Onderwijs
Het onderwijs speelde een belangrijke rol bij de verspreiding van de idealen van de Moderne Devotie. Geert Grote weerhield zijn vriend Johannes Cele ervan in het klooster in te treden omdat hij als rector van de Latijnse school in Zwolle méér kon betekenen voor de beweging. Zijn schriftuitleg en onderwijs beïnvloedden scholieren en burgers, talloze leiders van kerken en kloosters maar ook stadsbesturen werden door hem gevormd. Arme studenten werden ondersteund, rijke lanterfanters weggestuurd. Met de productie van boeken, ook in de volkstaal, verdienden scholieren de kost. 

## Kloosters
Na de dood van Grote volbracht zijn volgeling Florens Radewijns de wens van Grote door een klooster te Windesheim te stichten, circa 10 km ten zuiden van Zwolle. Het klooster werd ingewijd door de bisschop van Utrecht op 17 oktober 1387 en kwam tot grote bloei onder prior Johann Vos van Heusden (1391-1424). Rond 1390 werd in Windesheim de Noord-Nederlandse vertaling van het Nieuwe Testament gemaakt. Het is de meest gekopieerde Middelnederlandse vertaling van het Nieuwe Testament.
In Zwolle kwam een tweede gemeenschap op de Agnietenberg. Het vrouwenklooster van Diepenveen werd in 1400 door Johannes Brinckerinck gesticht. Hij was ook een metgezel van Grote en na diens overlijden rector van meerdere huizen met gemeenschappen die leefden volgens de uitgangspunten der Moderne Devotie. Met veel steun van de zusters van het Meester Geertshuis in Deventer, giften van welgestelde aspirant-kloosterlingen en een welwillende houding van Frederik van Blankenheim, de bisschop van Utrecht, begon hij aan het nieuwe project. In de woestenij van Diepenveen kwam het eerste vrouwenklooster van de Moderne Devotie tot stand. In deze van meet af aan succesvolle kloostergemeenschap konden de ingetreden bewoonsters zich, afgekeerd van de buitenwereld, geheel toewijden aan de liefde voor hun 'Hemelse bruidegom' in een geest van verootmoediging en zelfvernedering. 
Vanuit Windesheim en Diepenveen, maar met name vanuit de handelssteden Zwolle en Deventer verspreidde de Moderne Devotie zich over de wereld van de Hanze en bereikte begin 16de eeuw haar hoogtepunt. De prior van Windesheim was toen de centrale en leidende figuur van een wijdverspreide kloosterorde die ook wel de congregatie van Windesheim werd genoemd. Er waren toen ruim honderd kloosters, hoofdzakelijk in Noord- en Oost-Nederland, Noord-Duitsland (Lübeck) en rondom Keulen en Münster. Bij de verbreiding van de beginselen van de Moderne Devotie in Duitsland speelde Heinrich van Ahaus een belangrijke rol.

## Thomas a Kempis
De beweging beïnvloedde mensen zoals Thomas a Kempis (1380 - 1471), die praktische devotie tijdens de viering van de mis en in het dagelijks leven voorstond, en later ook Desiderius Erasmus en Jeroen Bosch uit 's-Hertogenbosch.
Als dertienjarig jongetje vertrok Thomas a Kempis naar de Latijnse school in Deventer. Die reeds lang bestaande kapittelschool was uitgegroeid tot een vooraanstaande Latijnse school. In Deventer heeft Florens Radewijns veel voor Thomas betekend en hem ontvankelijk gemaakt voor het klooster. Aangenomen wordt dat a Kempis in belangrijke mate de geschriften van Geert Grote 'gecodificeerd' heeft in zijn boek De imitatione Christi (vertaald als De navolging van Christus). Het representeert min of meer het praktische spirituele programma van de Moderne Devotie.
De invloed van de Moderne Devotie bleef ook na de Reformatie groot. Bij de overgebleven katholieken in Nederland, Vlaanderen, Noord-Duitsland en Engeland had De imitatione Christi veel invloed. Ook onder protestanten was het boek bekend en geliefd, maar in uitgaven werd het vierde deel over de eucharistie vaak weggelaten, omdat dit niet in overeenstemming was met de protestantse leer over dit sacrament. Het heet na de Bijbel het meest verspreide boek ter wereld te zijn.